# Abby Ross
Abby Ross (* 19. März 1997 in White Rock, British Columbia) ist eine kanadische Schauspielerin.

## Leben
Ross wurde in der kanadischen Stadt White Rock geboren. Sie lebte später in Calgary in Alberta und danach in Tsawwassen.
Ihre erste Filmrolle hatte Ross in dem Kurzfilm Swim aus dem Jahr 2012. Von 2013 bis 2014 verkörperte sie in der kanadischen Sitcom Seed die Rolle der Anastasia Colborne in insgesamt 26 Episoden. 2014 hatte sie eine Episodenrolle in der US-amerikanischen Fernsehserie Cedar Cove – Das Gesetz des Herzens. Von 2014 bis 2015 war sie in der Fernsehserie Once Upon a Time – Es war einmal … zu sehen. 2015 wirkte sie in einer Episode der Fernsehserie Girlfriends’ Guide to Divorce mit. 2015 war sie in den beiden Fernsehfilmen The Unauthorized Beverly Hills, 90210 Story und The Unauthorized Melrose Place Story in der wiederkehrenden Rolle der Tori Spelling zu sehen. In den folgenden Jahren hatte sie Episodenrollen in verschiedenen Fernsehserien. Erst 2018, in The Wrong Patient, war sie wieder in einem Fernsehfilm zu sehen. 2023 stellte sie in insgesamt 14 Episoden der Fernsehserie Riverdale die Rolle der Midge Klump dar. 2024 wirkte sie im Fernsehfilm North by North Pole: A Dial S Mystery mit.

## Filmografie (Auswahl)
- 2012: Swim (Kurzfilm)
- 2013–2014: Seed (Fernsehserie, 26 Episoden)
- 2014: Cedar Cove – Das Gesetz des Herzens (Cedar Cove) (Fernsehserie, Episode 2x12)
- 2014: Seed: Webisodes (Webserie)
- 2014–2015: Once Upon a Time – Es war einmal … (Once Upon a Time) (Fernsehserie, 5 Episoden)
- 2015: Girlfriends’ Guide to Divorce (Fernsehserie, Episode 1x10)
- 2015: The Unauthorized Beverly Hills, 90210 Story (Fernsehfilm)
- 2015: The Unauthorized Melrose Place Story (Fernsehfilm)
- 2015–2016: Die Spielzeugfabrik (Some Assembly Required) (Fernsehserie, 2 Episoden)
- 2017: Supernatural (Fernsehserie, Episode 12x16)
- 2018: Supergirl (Fernsehserie, Episode 4x03)
- 2018: Charmed (Fernsehserie, Episode 1x06)
- 2018: The Wrong Patient (Fernsehfilm)
- 2019: Chilling Adventures of Sabrina (Fernsehserie, Episode 2x04)
- 2019: The InBetween (Fernsehserie, Episode 1x04)
- 2019: Deadly Influencer (Fernsehfilm)
- 2019: Cherished Memories: A Gift to Remember 2 (Fernsehfilm)
- 2020: Legends of Tomorrow (Fernsehserie, Episode 5x10)
- 2020: Vampire Dinner – You are what you eat (Broil)
- 2021: The Secret Lives of College Freshmen (Fernsehfilm)
- 2023: Riverdale (Fernsehserie, 14 Episoden)
- 2024: North by North Pole: A Dial S Mystery (Fernsehfilm)